# Promeces aureolimbus
Promeces aureolimbus är en skalbaggsart som beskrevs av Friedrich F. Tippmann 1959. Promeces aureolimbus ingår i släktet Promeces och familjen långhorningar. Inga underarter finns listade i Catalogue of Life.